# Nottjärnen (Lövångers socken, Västerbotten)
Nottjärnen är en sjö i Skellefteå kommun i Västerbotten och ingår i Kålabodaåns huvudavrinningsområde. Sjöns area är 0,018 kvadratkilometer och den befinner sig 51 meter över havet.